# Heinz Schönberger (Fußballspieler)
Heinz Schönberger (* 30. Dezember 1949 in Heringen) ist ein ehemaliger deutscher Fußballspieler. Für den Verein Kickers Offenbach absolvierte der Mittelfeldspieler 29 Spiele (1 Tor) in der Bundesliga. Mit dem belgischen Verein SK Beveren wurde er jeweils zweimal Landesmeister und Pokalsieger. 1982 wurde er zudem „Mann der Saison“ (Man van het Seizoen) von Belgien.

## Werdegang
Heinz Schönberger wuchs fußballerisch in der Jugend seines Heimatvereines VfB Heringen auf. Ab der Saison 1965/66 ging seine weitere Ausbildung in der Jugendabteilung von Kickers Offenbach los. Nach dem Bundesligaaufstieg 1968 wurden aus der Jugendabteilung die Spieler Rudolf Koch, Hubert Genz und Schönberger in den Kader der Profimannschaft von Trainer Paul Oßwald am Bieberer Berg übernommen. Zusätzlich kamen noch Dieter Koulmann, Hans Nowak, Peter Werner (alle vom FC Bayern München), Helmut Siber (Wacker Innsbruck) und der Torhüter Karlheinz Volz von der SpVgg Neu-Isenburg zum OFC. Offenbach debütierte am 17. August 1968 mit der Angriffsformation Koch, Egon Schmitt, Siber, Schönberger und Gerd Becker beim Auswärtsspiel gegen den 1. FC Köln mit einer 1:2-Niederlage in der Bundesliga. Am Rundenende hatte Schönberger 14 Bundesligaspiele mit einem Treffer absolviert und die Hessen stiegen als 18. in die Regionalliga Süd ab. Zum Meisterschaftsgewinn in der Fußball-Regionalliga Süd 1969/70 vor dem Karlsruher SC und dem 1. FC Nürnberg trug der lauffreudige und technisch gute Kombinationsspieler Schönberger in 29 Einsätzen mit sechs Toren unter Trainer Željko Čajkovski bei. In der Aufstiegsrunde setzte sich Offenbach mit Schönberger (6-2) gegen die Konkurrenten Hertha Zehlendorf, VfL Wolfsburg, FK Pirmasens und den VfL Bochum mit 12:4 Punkten durch und kehrte damit umgehend in die Bundesliga zurück. Im DFB-Pokal 1970 erzielte er beim 4:1-Erfolg in der 1. Hauptrunde gegen München 1860 ein Tor und kam im Halbfinalspiel am 19. August 1970 gegen den 1. FC Nürnberg zu Beginn der Verlängerung für Egon Schmitt zum Einsatz. Im Finale gegen den 1. FC Köln wurde auf seinen Einsatz verzichtet. Die Bundesligasaison 1970/71 wurde überschattet durch die Manipulationen des Bundesligaskandals und bei Offenbach auch noch erschwerend durch die Arbeit von drei verschiedenen Trainern. In die Runde ging der OFC mit Aki Schmidt, ab dem 28. September 1970 übernahm Rudi Gutendorf, ehe ab dem 24. Februar 1971 mit Kuno Klötzer der dritte Mann als Trainer Regie führte. Die leistungsstärksten Konkurrenten im OFC-Mittelfeld für Schönberger waren Walter Bechtold, Winfried Schäfer und Roland Weida. Nach der 2:4-Niederlage am 34. Spieltag, den 5. Juni 1971, beim 1. FC Köln, stieg Offenbach punktgleich mit RW Oberhausen – beide Teams wiesen 27:41 Punkte auf – als 17. in die Regionalliga Süd ab. Schönberger hatte 15 Bundesligaspiele bestritten.
Er wechselte 1971 zu SC Tasmania 1900 Berlin, wo er in der Fußball-Regionalliga Berlin 29 Spiele als Libero bestritt und ein Tor schoss. Durch die Vizemeisterschaft nahm er mit den Mitspielern Horst Grunenberg, Norbert Siegmann, Lothar Groß, Helmut Nerlinger und Wulf-Ingo Usbeck an der Aufstiegsrunde zur Bundesliga 1972 teil in der er alle acht Spiele gegen den Wuppertaler SV, VfL Osnabrück, Borussia Neunkirchen und FC Bayern Hof bestritt. Ab der Saison 1972/73 setzte er seine Karriere in Belgien fort und spielte bei RFC Tilleur-Saint-Nicolas, KRC Mechelen, SK Beveren und VC Westerlo Fußball. Seine Aktivität beim KSK Beveren war sehr erfolgreich. Er gewann mit seinem Verein in den Jahren 1978/79 und 1983/84 die Meisterschaft und auch zweimal 1977/78 und 1982/83 den Belgischen Fußballpokal.